# Ножерите
Ножерите е село в Северна България.
То се намира в община Трявна, област Габрово.
Част от данните не са попълнени, но бихте могли да ги добавите.

## География
Село Ножерите се намира в планински район.